# ルアンパバーン王国

ルアンパバーン王国
ພຣະຣາຊອານາຈັກຫລວງພະບາງ

ルアンパバーン王国（ルアンパバーンおうこく、ラーオ語: ພຣະຣາຊອານາຈັກຫລວງພະບາງ Phra Ratsa Anachak Luang Phabang）は、メコン川中流域ルアンパバーンに18世紀から20世紀にかけて展開したラーオ族歴史上の王朝。
現在のラオスの基礎となるランサーン王国(1353～1779年)の都として栄え、80もの寺院が建設された古都ルアンパバーンは王朝時代に花開いた華麗な仏教文化の足跡が残ることから、世界文化遺産に登録されている。

## 歴史

### 前史
1694年にラーンサーン王国スリニャ・ウォンサーが死去すると、次期国王の座を巡って王位継承争いが生じ、1698年にサイ・オン・フェ（セタティラート2世）が王位に就任したことで、争いは一応のおさまりはみせた。しかし、その過程で追放されたスリニャ・ウォンサーの血族などに禍根を残す形となった。

### ルアンパバーン王国
1706年、スリニャ・ウォンサーの孫にあたるキン・キッサラートとインタソームの兄弟がルアンパバーンで独立を宣言し、ルアンパバーン王国が成立した。
なお、このとき、セタティラート2世にはこの勢力を排除するだけの軍力がなく、アユタヤ王国のサンペット8世に援軍を要請し、翌1707年にアユタヤの軍勢がヴィエンチャンに到着した。しかし、ラーンサーン王朝の弱体化を狙うアユタヤ軍勢はヴィエンチャンから動こうとはせず、結果的にセタティラート2世はラーンサーン王国をルアンパバーン王国とヴィエンチャン王国の二国に分断する形で和議を取らざるを得ない状況に追い込まれた。さらに、ヴィエンチャン王国の勢力圏では、ルアンパバーンに随する形で離反を企て、分裂を目指す動きが各地で大きくなり、1713年にはアユタヤ王国の計略によりチャンパーサックの地域がチャンパーサック王国として分離・独立させられ、ラオスは三王国時代となる。
建国以来、隣国シャムとビルマの干渉をしばしば受けた。1713年、キン・キッサラートの死亡により、王位はオン・カムが継承した。その後1723年にはキン・キッサラートの弟インターソムの謀反によりオン・カムは王位を剥奪され、チエンマイに亡命している。その後ルアンパバーン王国ではおおむね平和であったが、1765年ビルマコンバウン朝シンビューシン王の侵攻を受け、勢力の衰えたアユタヤ王国（翌年、ビルマに滅ぼされる）に代えて朝貢関係をビルマと結ぶ。1771年、スリニャ・ウォンサーが王位を継承するとヴィエンチャン王国がビルマとタークシン王政下のシャムの対応に苦慮している状況を好機と見るや、王都ヴィエンチャンへの侵攻を始めた。このとき、ビルマとシャムの間では戦争状態にあったにもかかわらず、ヴィエンチャン国王オン・ブンは駐屯地が近いという理由から、ビルマに対し援軍を要請、これにより、チエンマイで援軍要請を受けたビルマ軍司令官ポー・スパラは、その旨をルアンパバーン王国側へ通達することで、戦わずして両国の争いを平定し、権力下に置くことに成功している。その後1777年、シャムによるビルマおよびヴィエンチャン王国への反撃が開始されるとシャム側へヴィエンチャン王国へ攻撃可能な旨を伝え、支援をしようとしたが、先の一件でビルマと通じていたとみなされたルアンパバーン王国もまた1778年にシャムに占領され、シャムの属領となった。

### シャム属領期
1791年にスリニャ・ウォンサーが死亡すると、インタソーム王の第二子であるアヌルッタが王位に就いた。ヴィエンチャン王国との紛争が原因でアヌルッタ王は1792年に一時シャムに捕囚されたが、4年後には復位し、1817年に死亡するまで王位に就いた。その後はマンタトウラートが即位、1827年、マンタトウラートはヴィエンチャン王国のチャオ・アヌウォンから独立の決意を秘密裏に打ち明けられるも、この情報をシャムへ流し、ヴィエンチャン王国の独立を阻み、かえって、ヴィエンチャン王国は事実上滅亡し、ラオスの領域内での勢力を伸ばした。1852年、チャンタラートが即位した翌年にシェントンで民衆の反乱が勃発。これを制圧したことをシャムより高く評価され、1779年にシャムに押収されたプラバーン金仏像がルアンパバーン王国へと返還されている。
ルアンパバーン王国の統治はおおむね平和に行われていたが、1872年より、突然複数のチン・ホー族による来襲が始まった(ホー戦争)。チン・ホー族の襲撃は2年間に渡り続けられ、シップソーン・チュタイ地方(Sip Son Chu Tai)、ムアン・タン(現在のディエンビエンフー)などルアンパバーン王国の北東部を占拠されるに至った。1874年にはいったん沈静化したが、翌年より再びシェンクァン、ヴィエンチャンなどでチン・ホー族の襲撃が行われている。これらの襲撃はシャム軍による掃討作戦により一応のおさまりを見せたが、1885年に再度ヴィエンチャンが襲撃に遭い、1887年にはルアンパバーン王国が太平天国の乱の後ベトナムの傭兵としてフランスと戦っていた黒旗軍に襲撃された。この襲撃により当時国王であったウン・カムとその家族は危機に晒されたが、フランス副領事館のオーガスト・パヴィによりパークラーイまで救出され、さらにバンコク(シャム)への逃亡に成功している。
長きに渡ったチン・ホー族の反乱と黒旗軍の襲撃は、ルアンパバーン王国の住民に初動が遅れたシャムへの不信感を植え付け、逆に国王を救出したフランスへの信頼感を産み出す契機となった。

### フランス植民地時代

#### フランス保護国ラオス
1893年、タイ王国との間でラオスをめぐり仏泰戦争が起き、フランスはタイを圧倒し、フランス保護領ラオスの下にルアンパバーン王国とタイ領となっていた旧ヴィエンチャン王国を併合した。

#### フランス領インドシナ
1905年にはラオス全領域が保護国化されフランス領インドシナが完成した。
第二次世界大戦開始後、1940年11月、タイとフランスとの間で仏印国境紛争が起こり、タイは反仏宣伝の一環として対ラオス工作を開始した。ラジオ放送や宣伝ビラ、パンフレットの活用、工作員の潜入などを通して行われ、「ラーオ人もタイ人も結局は同じタイ系民族である」との民族同胞性を強調することによって、抑圧者フランスに対して抵抗することを訴えた。このタイの反仏抵抗に対してフランスがとった政策は、ルアンパバーン王国の強化と文教政策、ラオス刷新運動であり、フランスのラオス植民地維持政策であった。学校教育を重視し、小学校が各地に新設され、「勤勉・家族・祖国」をスローガンに「母なる祖国・フランス」への奉仕が説かれた。このような政策を広めるために大きな役割を果たしたのは1941年1月に発刊されたラーオ語紙であった。しかし、このことは、ラオス人のなかに「ラオス」という国民意識を生み出す契機となった。
1945年3月9日、日本軍が明号作戦でフランス軍を撃破した後、日本軍は4月8日にはルアンパバーン国王シーサワーンウォン王にラオス王国の独立を宣言させた。同年8月日本政府のポツダム宣言受諾後にあって、シーサワーンウォン王は、ラオスの独立宣言を撤回したものの、独立派はラオ・イサラ（自由ラオス）を結成し、臨時政府を樹立した。しかし、1946年4月には再びフランス軍がラオスを制圧し、第一次インドシナ戦争が起きた。ラオ・イサラはタイに亡命政府を樹立した。フランスは同年8月、フランス・ラオス暫定協定の際に親仏派のシーサワンウォン王に対し、フランス連合におけるルアンパバーン王国を含めた統一ラオス王国の王として内政の自治権を与えた。それを受け、シーサワンウォン王は1947年5月に憲法を制定し、ラオスを立憲君主国とした。

### ラオス王国
第一次インドシナ戦争を戦っていたフランスは、1949年6月14日に成立したベトナム国の正統性を強調し、かつインドシナ全域に影響力を残すために、1949年7月19日にフランス連合内の協同国としてラオス王国を独立させた。ここに、ルアンパバーン王国は新生ラオス王国に含まれることで消滅した。しかし、この独立は名目に過ぎず、外交権・軍事権はフランスに握られたままであった。また、少数のフランス人理事官が司法権の行使から徴税、公共事業等の責任をもっていた。

## 歴代国王
- キン・キッサラート (1707年–1713年)
- オン・カム (1713年–1723年)
- タオ・アン (インタソーム) (1723年–1749年)
- インターフォンサー (1749年)
- インターポム (1749年)
- ソティカ・クオマネ (1749年–1768年　1765–1768:ビルマの属国) [2]
- スリニャ・ウォンサー (1768年–1788年　1768–1778:ビルマの属国)[3]
- シャムによる占領 (1791年–1792年)[3]
- アヌルッタ (第1時政権　1792年2月3日 - 179?年)
- シャムによる占領 (179?年 - 1794年6月2日)
- アヌルッタ (第2時政権　1794年 - 1819年12月31日)
- マンタトウラート (1819年 - 1837年3月7日) (1817年から即位まで摂政、1825年から1826年、故国を離れバンコクにて僧侶修行、その間タイ人の代官が統治した）
- ウンケオ (1837年–1838年) (摂政)
- スッカ・ソーム (1838年 - 1850年9月23日)
- チャンタラート (1850年9月23日 - 1868年10月1日)
- ウン・カム (1868年10月1日 - 1895年12月15日) (1888年4月から退位まで、サッカリン（英語版）が摂政となる。)
- シーサワーンウォン (1904年3月26日 - 1946年8月27日)

## 参照
1. ↑  『ラオス史』めこん、2010年11月10日、50,51頁。
2. ↑  Thant Myint-U (2006). The River of Lost Footsteps--Histories of Burma. Farrar, Straus and Giroux. pp. 98–99. ISBN 978-0-374-16342-6, 0-374-16342-1
3. 1 2  Tarling, Nicholas. The Cambridge history of South East Asia: From c. 1500 to c. 1800. 1. Cambridge University Press. p. 238. ISBN 0-521-66370-9, 9780521663700